# ویرجین آتلانتیک گلوبال‌فلایر
ویرجین آتلانتیک گلوبال‌فلایر (به انگلیسی: Virgin Atlantic GlobalFlyer) یک هواگرد ساختِ کارخانهٔ اسکیلد کامپوزیتس در کشور ایالات متحده آمریکا است. این هواگرد برای نخستین بار در ۲۰۰۵ میلادی مورد استفاده قرار گرفت.